# Fort Lawn
Fort Lawn is een plaats (town) in de Amerikaanse staat South Carolina, en valt bestuurlijk gezien onder Chester County.

## Demografie
Bij de volkstelling in 2000 werd het aantal inwoners vastgesteld op 864.
In 2006 is het aantal inwoners door het United States Census Bureau geschat op 822, een daling van 42 (-4,9%).

## Geografie
Volgens het United States Census Bureau beslaat de plaats een oppervlakte van
3,6 km², geheel bestaande uit land. Fort Lawn ligt op ongeveer 166 m boven zeeniveau.

## Plaatsen in de nabije omgeving
De onderstaande figuur toont nabijgelegen plaatsen in een straal van 12 km rond Fort Lawn.